# (722) Frieda
(722) Frieda – planetoida z pasa głównego asteroid okrążająca Słońce w ciągu 3 lat i 74 dni w średniej odległości 2,17 au. Została odkryta 18 października 1911 roku w Obserwatorium Uniwersyteckim, w Wiedniu przez Johanna Palisę. Nazwa planetoidy pochodzi od imienia córki austriackiego astronoma Karla Hillebranda. Przed jej nadaniem planetoida nosiła oznaczenie tymczasowe (722) 1911 NA.